# Club Car

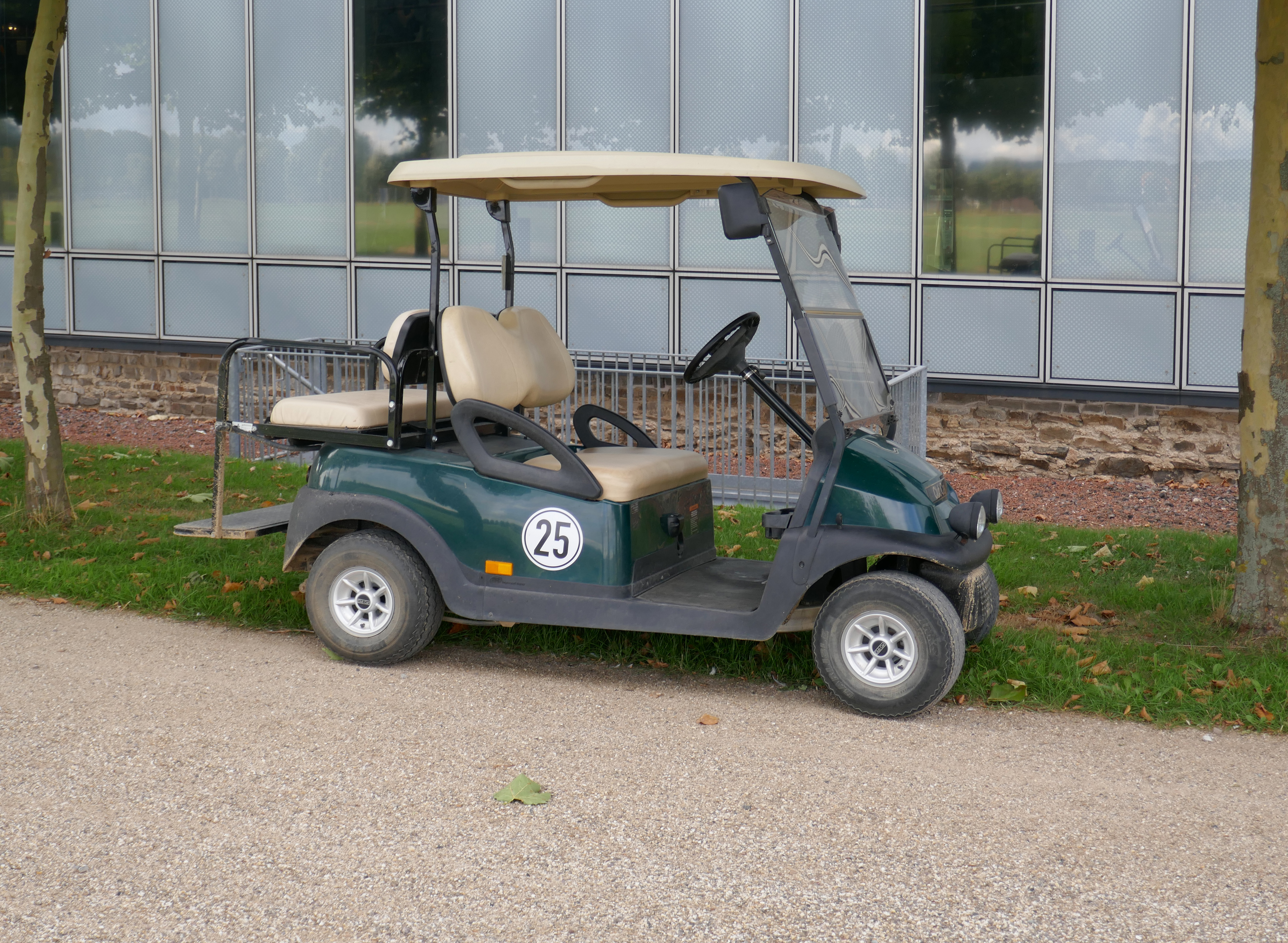
Club Car

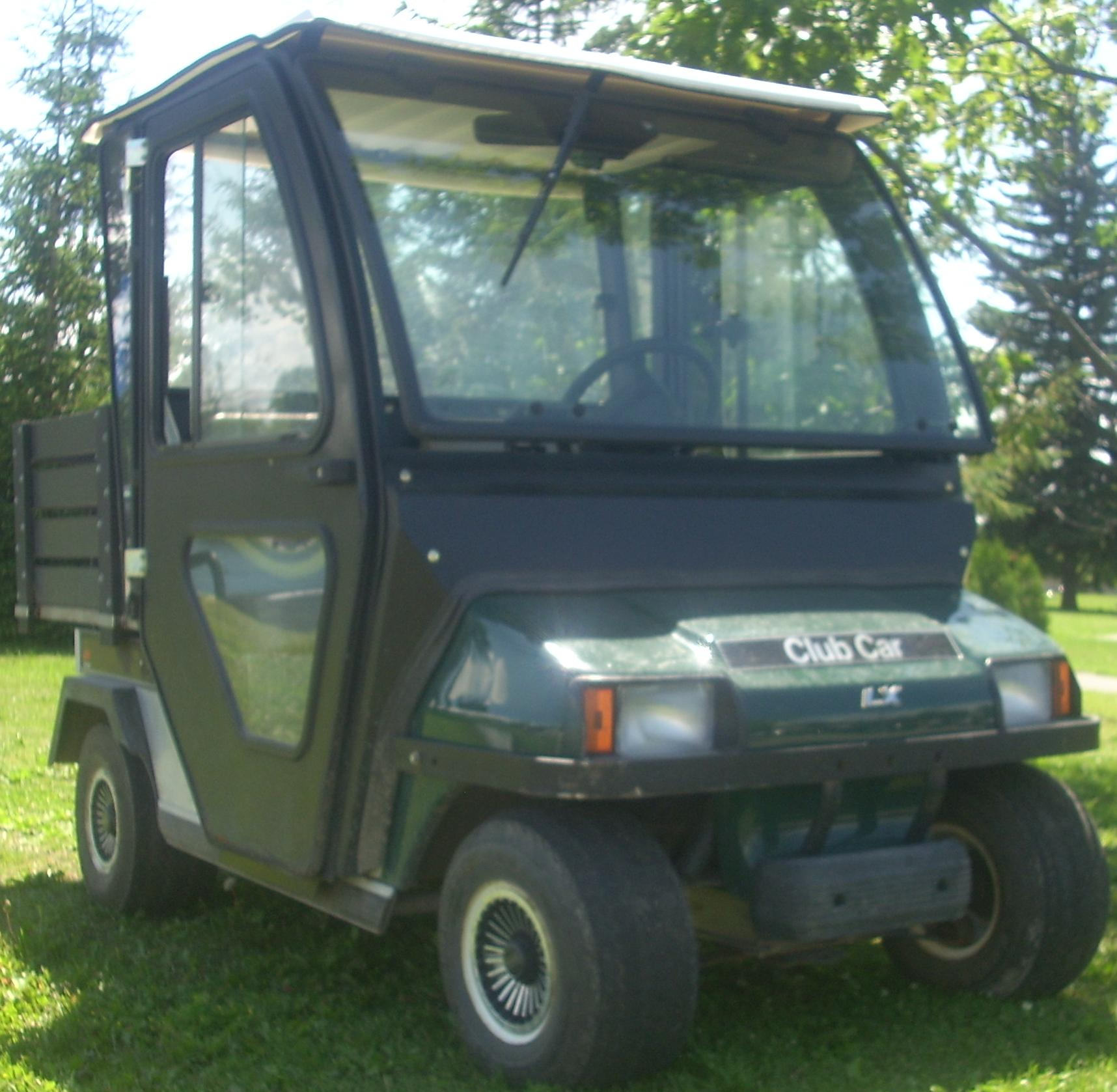
Club Car

Club Car ist der größte Hersteller von elektrischen und benzinbetriebenen Kleinfahrzeugen insbesondere für die Verwendung als Golfmobil, der 1958 in den USA gegründet wurde. CEO ist Mark Duford. Von 1995 bis 2021 gehörte Club Car zur Unternehmensgruppe Ingersoll Rand.

## Geschichte
Im Jahr 1958 begann das Unternehmen „Landreath Machine“ mit der Produktion der ersten Golfwagen in Houston (Texas). Dieses Unternehmen wurde 1962 von Bill Stevens Sr. gekauft und nach Augusta (Georgia) umgesiedelt, wo es als Club Car mit zunächst wenigen Mitarbeiter zu produzieren begann. Im selben Jahr fuhr Stevens, begleitet von seinem Sohn Bill Jr. nach Florida zur PGA Show. 1970 kam ein neues Modell mit dem Namen „Caroche“ (französisch „eleganter Wagen“) heraus; da dieser Name jedoch von einigen als „Kakerlake“ gedeutet wurde, strich das Unternehmen diesen wieder aus dem Programm. Gemeinsam mit dem Designer Bob Beaumont brachte Club Car rund 50 Prototypen für die ersten straßentauglichen Fahrzeuge heraus, die als „Vanguard Citi Car“ bezeichnet wurden. Beaumont verlagerte seine Produktion anschließend 1972 nach Sebring in Florida. 1980 wechselt der Besitzer, und der Designer Dom Saporito führte ein neues Modell, einen elektrischen Golfwagen namens der „DS“ ein. 1985 kam mit dem „Carryall II“ erstmals ein Nutzfahrzeug heraus, das nicht dem Transport von Personen dient.
2009 musste sich das Unternehmen im Zuge der Wirtschaftskrise nach neuen Umsatzmöglichkeiten umsehen. Es begann damit, ältere Fahrzeuge zu warten und vermarktete Elektrofahrzeuge auch außerhalb des Golfbetriebs, beispielsweise für die Nutzung an Universitäten.
Im Juni 2021 wurde das Unternehmen an die Investmentfirma Platinum Equity verkauft.

## Technische Daten
Bis 1991 nutzte Club Car FZ340-Motoren von Kawasaki Heavy Industries für seine benzinbetriebenen Fahrzeuge. 1992 wurde der Motor durch den Kawasaki 286 cc FE290 ersetzt.
DS Player Elektro
Der DS Player Elektro besitzt einen 3,5-PS-Motor, ist mit sechs 8-Volt-Batterien und zugehörigem Ladegerät und On-Board-Computer ausgestattet. Er verfügt über eine selbstnachstellende Zahnstangenlenkung und mechanische 2-Rad-Trommelbremsen. Das Fahrzeug kann in 7 Geschwindigkeitsstufen programmiert werden und erreicht je nach Stufe zwischen 8,0 und 30,6 km/h.
DS Player Benzin
Der DS Player Benzin wird von einem 1-Zylinder-Kawasaki-4-Takt-Motor mit 9,5 PS angetrieben und mit einer 12-V-Batterie ausgestattet. Die Geschwindigkeit liegt bei 19,3 bis 24,1 km/h.